# Bühnentechniker
Bühnentechniker sind für die technischen Abläufe, also für die Bühnentechnik, vor, während und nach den Aufführungen an einem Theater zuständig.
Der Bühnenmeister verantwortet alle technischen Vorgänge, der Inspizient sorgt für den organisatorischen Ablauf des Bühnengeschehens während der Vorstellung oder der Proben.

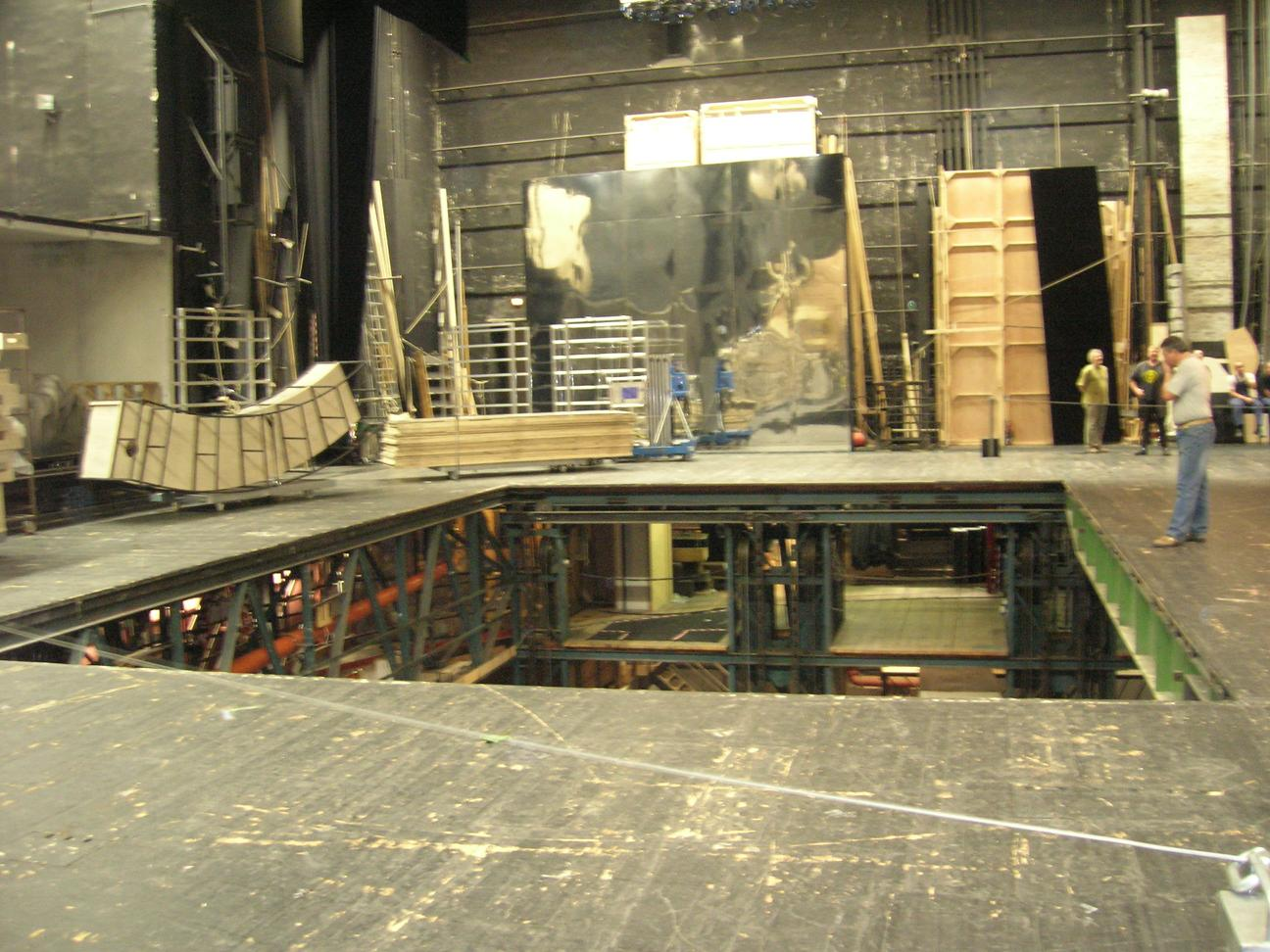
Bühnenarbeiter im Burgtheater

## Spezialaufgaben
Des Weiteren gibt es verschiedene Aufgaben, die oft von unterschiedlichen Bühnentechnikern ausgeübt werden. An kleineren Theatern ist diese Differenzierung teilweise aufgehoben und alle Bühnentechniker beteiligen sich an allen bei Umbauten auftretenden Aufgaben.
- Schnürmeister bzw. Obermaschinisten sind zuständig für die Bewegungen der im Schnürboden (Theater) befindlichen Kulissen, Wände und Vorhänge
- Theatermaschinisten oder auch Untermaschinisten – zuständig für alle Wagen- und Podienbewegungen der Bühnenmaschinerie
- Dekorateure auch Möbler, die Bodenbeläge auf den Bühnenboden anbringen, Vorhänge, Möbel und kleinere Bühnenteile bewegen und stellen.
- Bühnentechniker, die Kulissen bewegen. Früher waren dies meist Schreiner oder Schlosser.
- Requisiteure, zuständig für kleinere Teile (Requisiten), aber auch für Nebel, Schnee, Waffen oder Pyrotechnik. An einigen Theatern gibt es aber auch die eigene Abteilung der Rüstkammer, die nur für Waffen, Pyrotechnik, oder Spezialeffekte zuständig sind.
- die Beleuchtungsabteilung, die eine eigene Einheit bildet (siehe Theaterbeleuchtung)